# 浮舟の母
浮舟の母（うきふねのはは）とは、源氏物語に登場する架空の人物。この人物は本文中ではしばしば「中将の君」と呼ばれているためこの「中将の君」という通称で呼ばれることもあるが、源氏物語の本文中において「中将の君」と呼ばれている人物は、空蝉の女房、六条御息所の女房、光源氏の侍女、朝顔の姫君の女房、今上帝の女一宮の女房と何人かいるため、浮舟の母である「中将の君」であることを明確にしたい場合には「浮舟の母」と呼ぶことが多い。

## 概要
宇治八の宮の正妻（北の方）の姪であり、叔母に当たる宇治の八の宮の北の方が亡くなった後、八の宮に情けをかけられて浮舟を産むことになる。しかし八の宮は間もなく世をはかなんで俗聖となったため、浮舟を子供として認知してもらうことが出来ず、自身も八の宮の妻（側室）といった地位を得ることもなかった。その後自身は陸奥守（後の常陸介）の後妻となって夫と共に陸奥国に下り、小君ら何人かの子をもうけるが、父親に認められなかった浮舟を哀れに思い他の子供より気にかけている。
橋姫巻では宇治の八の宮は「北の方を失ったことにより世をはかなんで俗聖となった」とのみ述べられており、その間にこの浮舟の母に情けをかけ子をもうけたといった記述は一切無く、浮舟が登場する宇治十帖の後半部と整合性がとれていないために、橋姫巻を執筆していた時点では宇治十帖の後半部である浮舟物語の構想はまだ存在しなかったのではないかとの見方も存在する。
なお、この八の宮が浮舟母子に対してとった冷淡とされる態度について、当時の身分制度の元では特に異例なものとは言えず、作中で描かれているような状況で子を産んだときに公式に妻（側室）や娘として認められる場合の方がむしろ異例と言えるとの見解も存在する。

## 登場する巻
浮舟の母は直接には以下の巻で登場し、本文中ではそれぞれ以下のように表記されている
- 第49帖 宿木 母、中将の君、陸奥守の妻、母君
- 第50帖 東屋 母、母君、母北の方、母上、内の御方、北の方、女、常陸殿、客人の母君、親
- 第51帖 浮舟 母、母君、親、上
- 第52帖 蜻蛉 母、母君、親、筑波山、常陸前司某が妻
- 第53帖 手習 母、母君、親
- 第54帖 夢浮橋 母、親

なお、この人物は鎌倉時代初期に書かれたと見られる源氏物語の補作である山路の露にも登場しており、そこでは母君、親、筑波山などと表記されている。

## 家系
宇治八の宮の北の方の姪である。八の宮の北の方と父方が繋がっているのか母方が繋がっているのかは不明である。八の宮の北の方のいとこである弁の尼とも親類にあたり旧知の仲である。宇治の八の宮との間に子として認められていない娘浮舟を産んだほか、陸奥守（後の常陸介）の後妻となり、この夫との間にも何人かの子をもうけている。

## 各巻での活動
宇治八の宮が北の方を亡くなったと後、八の宮に情けをかけられて浮舟を産む。しかし八の宮は世をはかなんで俗聖となったため、浮舟を子供として認知してもらうことが出来ず、自身も八の宮の妻（側室）といった地位を得ることもなかった。自身は陸奥守（後の常陸介）の後妻となって夫と共に陸奥国に下り、小君らの子をもうける。継父の常陸介は、実際の血筋は高貴ではあるものの実父から認知されていないため公には宮家の血筋であると主張できない、自分からみると厄介者でしかない浮舟のことを疎んじていた。そのために母はいっそう浮舟の将来を心配するようになっていった。そのような中で継父の常陸介に近づくことを望んだ中流貴族の左近少将との婚約が成立するが、左近少将が浮舟が継子であることを知ったために婚約を破棄されてしまい、いたたまれなくなった娘浮舟を中の君に託す。（第49帖 宿木）
浮舟が長谷詣でを行った際に薫に見初められ、薫から弁の尼を介して「浮舟を自分の元に迎えたい」との申し出があった際には、自分が八の宮との身分の違いで辛い思いをしたことから、いずれ自分と同じように見捨てられてしまうのではないかという心配もあって反対する。しかし、実際に二条院で匂宮や薫の姿を見て気が変わり、中の君の説得もあり浮舟を薫の許にやることにする。（第50帖 東屋）
薫の許にやったはずの浮舟が忍び込んできた匂宮と結ばれてしまう。事情を知らないまま、中将の君は心躍らせて浮舟の上京の準備を進めるが、弁の尼との会話が図らずも浮舟を追い詰める。別の子供の世話等に忙しくしている間に、浮舟は失踪してしまう。（第51帖 浮舟）
失踪した浮舟を身投げして死んだものと思い、悲しみに暮れながらも遺体の無いままで葬儀を行う。（第52帖 蜻蛉）